# راسيل ويلسون (لاعب كريكت)
راسيل ويلسون (17 مارس 1959 في المملكة المتحدة - )  (بالإنجليزية: Russell Wilson)‏ هو لاعب كريكت بريطاني.